# 王顯斌
王顯斌，又名王顯彬，台灣電視劇及電影製片人。首部監製作品為2007年周美玲導演電影《刺青》，之後每年皆有影片或戲劇作品，近年連續劇作品為中視八點檔連續劇《開創者》，改編自中保科技集團創辦人林孝信的真實故事，是台灣首部以保全業為題材的職人劇，於2023年10月24日上檔，全劇共40集。其他作品還有網路連續劇《咕咾小姐》、電視電影《戲人生》，目前正進行其它戲劇製作。

## 歷年作品
| 片名                       | 年份      | 類型     | 獲獎紀錄及其它                                                                                        | 職稱   |
| 刺青                       | 2007‬      | 劇情長片‬ | - 獲第57屆柏林影展Panorama單元邀請觀摩，並榮獲「泰迪熊最佳劇情片獎」 - 第九屆臺北電影節最佳劇情片入圍 | 監製   |
| 夏午                       | 2007‬      | 劇情短片‬ | - 獲2007年行政院新聞局短片輔導金 - 獲2008年坎城影展導演雙週邀請觀摩                                   | 製片人 |
| 無牆博物館                 | 2008‬      | 紀錄片‬   | - 國立故宮博物院文物數位典藏紀錄影片 - 榮獲「第一屆國家出版獎」佳作                                   | 監製   |
| 回頭看見愛                 | 2009‬      | 連續劇‬   | - 大愛電視長情劇展                                                                                    | 製作人 |
| 愛主的心願                 | 2009‬      | 連續劇‬   | - 大愛電視長情劇展 - 入圍2009年電視金鐘獎剪輯獎(陳博文)                                               | 製作人 |
| 亞洲大學現代美術館的2000天 | 2008-2013‬ | 紀錄片‬   | - 亞洲大學亞洲現代美術館(Asia Modern)紀錄片                                                           | 監製   |
| 再見南沙魯                 | 2010‬      | 連續劇‬   | - 大愛電視長情劇展                                                                                    | 製作人 |
| 爸爸加油                   | 2011‬      | 連續劇‬   | - 大愛電視長情劇展 - 入圍第47屆金鐘獎迷你劇集男主角(庹宗華)及女配角獎，並榮獲女配角獎(賴曉誼)         | 製作人 |
| 愛在旭日升起時             | 2012‬      | 連續劇‬   | - 大愛電視長情劇展 - 榮獲第18屆亞洲電視獎最佳男主角(吳慷仁)及最佳原創劇本(周美玲)                     | 製作人 |
| 光明恆生                   | 2012‬      | 連續劇‬   | - 大愛電視長情劇展 - 入圍第48屆金鐘獎迷你劇集女配角獎(陸弈靜)                                         | 製作人 |
| 碧海映藍天                 | 2013‬      | 連續劇‬   | - 大愛電視長情劇展                                                                                    | 製作人 |
| 指尖的溫暖                 | 2014‬      | 連續劇‬   | - 大愛電視長情劇展                                                                                    | 製作人 |
| 媽媽的真心畫               | 2014‬      | 連續劇‬   | - 大愛電視長情劇展                                                                                    | 製作人 |
| 不能沒有妳_(大愛劇場)      | 2014‬      | 連續劇‬   | - 大愛電視長情劇展                                                                                    | 製作人 |
| 高跟鞋-舞出人生            | 2014‬      | 網路電影‬ | | 製作人 |
| 王者對決                   | 2014‬      | 網路電影‬ | | 製作人 |
| 哇！陳怡君                 | 2015‬      | 連續劇‬   | - TVBS原創概念劇                                                                                      | 製作人 |
| 谷風少年                   | 2016‬      | 連續劇‬   | - 客家電視台八點檔 - 獲台灣媒體觀察教育基金會4.5星等推薦                                              | 製作人 |
| 愛上ㄆㄤˋ滋味              | 2017‬      | 連續劇‬   | - 大愛電視連續劇                                                                                      | 製作人 |
| 咕咾小姐                   | 2017‬      | 連續劇‬   | - 網路連續劇                                                                                          | 製作人 |
| 戲人生                     | 2017‬      | 電視電影‬ | - 大愛電視電視電影                                                                                    | 製作人 |
| 高校英雄傳                 | 2018‬      | 連續劇‬   | - 三立電視華人電視劇                                                                                  | 製作人 |
| 同學，早安！               | 2018‬      | 連續劇‬   | - 大愛電視連續劇                                                                                      | 製作人 |
| 人生二十甲                 | 2019‬      | 連續劇‬   | - 大愛電視連續劇 - 入圍2020年第15屆首爾國際電視節連續劇獎、主演柯淑勤入圍最佳女主角(女子演技獎)       | 製作人 |
| 飄洋過海來愛你             | 2021‬      | 連續劇‬   | - 大愛電視連續劇，共30集。 - 入圍第56屆金鐘獎戲劇節目獎、主演阮秋姮入圍戲劇節目最具潛力新人獎         | 製作人 |
| 開創者                     | 2023      | 連續劇‬   | - 中國電視公司連續劇，共40集。                                                                        | 製作人 |
| 九如一家人                 | 2025‬      | 連續劇‬   | - 大愛電視                                                                                            | 製作人 |